# 荒井清和
荒井 清和（あらい きよかず、1959年1月29日 - ）は、日本の漫画家、イラストレーター。埼玉県蕨市出身。代表作に「べーしっ君」など。

## 経歴
1979年、法政大学社会学部在学中に「ラストクイック」で1978年度12月期ヤングジャンプ賞佳作を受賞しデビュー。『週刊少年ジャンプ』1979年4月20日増刊号に掲載された。
大学卒業後、『ログイン』1983年12月号にて4コマ漫画「マイコン坊さん」を書いたのをきっかけに、同誌で翌年から「べーしっ君」の連載を開始。1986年に『ファミコン通信』が創刊されると、創刊号の表紙やテレビCMを「べーしっ君」が飾り 、同誌でも同時連載され初期のファミコン通信を代表する漫画となった。また、この頃『MSXマガジン』のアートディレクターとしても活動。また、ファミ通時代からファミ通のクロスレビューのレビュアーのイラストを手掛けている。
ライバル誌の制作スタッフに従事するため、競合誌への連載は問題になると思い「べーしっ君」の連載を終わらせてもらった。

糸井重里とは「べーしっ君」1巻の帯を書いてもらったり、彼のエッセイ連載に4コマ漫画を提供するなど、長年交流が続いている。2005年には糸井主宰のサイト「ほぼ日刊イトイ新聞」で、第1回ほぼ日マンガ大賞を受賞した。
『まんがパロ野球ニュース』など、アスキー以外の雑誌では、当初、マスクドカートゥニスト満 塁策（まん るいさく）、素浪院 周人（すろういん しゅうと）、スリマーきよ名義で執筆していた。
2018年4月、似顔絵事務所・星の子プロダクションに所属し、低価格で似顔絵を提供するということで昔からのファン達の間で話題になっている。2019年2月からは似顔絵の通販オーダーも開始し、ネットで「ファミ通クロスレビュー似顔絵」を描いて貰えるようになった（現在は終了）。

## エピソード
- 学生時代の夏休みに高橋よしひろのアシスタント経験がある[要出典]。
- 入稿直前の版下をうっかりゴミ箱の上に置いて仕事をしていたところ、掃除のオバサンがそれをゴミと思って捨ててしまった。先輩の社員と一緒にビルのゴミ集積所に行って必死に掘り返し発見、無事入稿に間に合った[要出典]。

## 作品リスト

### 漫画
- カズ撃ちゃ当たる!! - 素浪院周人名義。単行本1巻の発売を機に、荒井清和名義に戻る。
- 突破王ゾノ
- べーしっ君（1984-1997、アスキー・メディアワークス、ログイン (雑誌)及びファミコン通信）
- フーリッシュゲーマーズ（1994-1995、アスキー・メディアワークス、ファミコン通信）
- 荒井清和の4コマワイドショー
- TVウォッチャーの逆襲
- 嵐のゴールデンタイム

### コンピュータゲーム
- MOLE（パッケージイラスト）[5]
- 北海道連鎖殺人 オホーツクに消ゆ（ファミリーコンピュータ版、原画）
- いただきストリート（キャラクターデザイン）
- 天空のレストラン（キャラクターデザイン）
- 天空のレストラン ハロープロジェクトヴァージョン（キャラクターデザイン）
- 大富豪くん（キャラクターデザイン）[6]
- 伊勢志摩ミステリー案内 偽りの黒真珠（キャラクターデザイン）[7]
- ダービースタリオン（Nintendo Switch版、キャラクターデザイン）[8]
- 秋田・男鹿ミステリー案内 凍える銀鈴花（キャラクターデザイン）[7]
- 大分・別府ミステリー案内 歪んだ竹灯篭（キャラクターデザイン）[9]
- 北海道連鎖殺人 オホーツクに消ゆ 〜追憶の流氷・涙のニポポ人形〜[10]